# Torre de la Pelosa

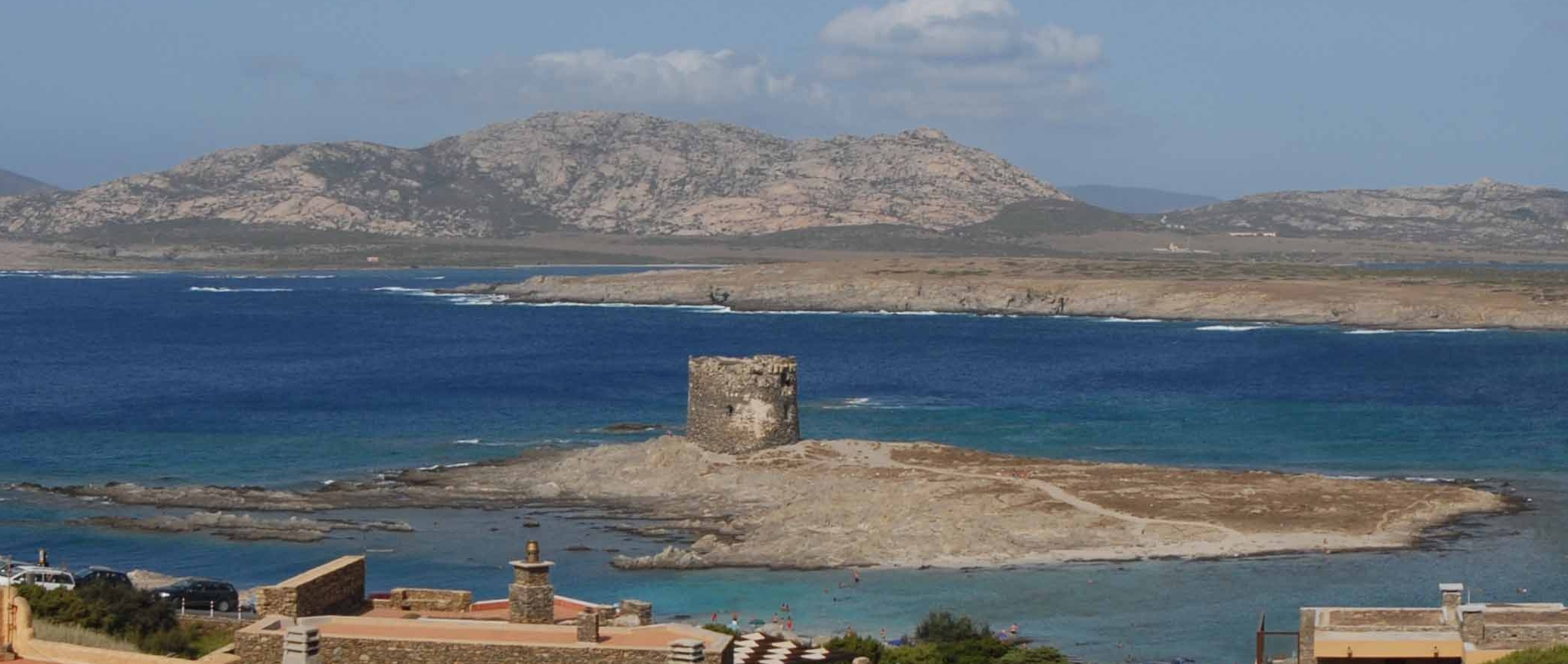
La torre vista des de Stintino, amb l'illa Plana darrera i l'illa Asinara al fons

La Torre de la Pelosa és una torre de guaita situada en un illot enfront de la platja homònima, del municipi de Stintino, a l'illa de Sardenya. La torre controlava l'estret d'Asinara i estava en contacte visual amb les torres de les Finances i del cap Falcone. El nom prové del topònim de la zona 'La Pelosa', probablement originàriament 'sa palosa' per la forta presència d'algues.

## Descripció
Construïda de pedra d'esquist, a 3 m sobre el nivell del mar, té forma troncocònica amb un diàmetre a la base de 16 m, una alçada de 10 m i un gruix de paret d'uns 2,5 m. La porta d'accés està a gairebé 6 m del terra. La sala, de perímetre circular, té un pilar central i està dividida en tres estances, cadascuna amb una espitllera. Una escala interior condueix al pati d'armes, la terrassa exterior, on hi havia tres canons. Es troba en mal estat de conservació.

## Història
Va ser construïda pels aragonesos abans del 1578, data de l'informe del virrei de Sardenya, en què ja s'esmenta la necessitat de reparar-la. L'any 1637 va ser testimoni d'un atac de galeres des de Bizerta i el desembre del mateix any també d'un equip naval corsari francès, que acabarà destruint les torres de tot el sector nord-oest. Posteriorment la torre, després d'haver estat reparada o reconstruïda, és documentada l'any 1720 a l'informe de Cagnoli, I Comissari de fàbriques, artilleria i fortificacions, on es defineix com a 'torre d'armes', és a dir, forta, de gran defensa. Posteriorment, en l'informe del piemontès Ripol de 1767, es testimonia la presència a la torre de l'alcaid (el capità de la torre), d'un artiller i tres soldats, més un armament format per una espingarda i tres canons. També hi hagué reparacions els anys 1766, 1785-86, 1828 i 1841. L'any 1842 es va suprimir la Reial Administració de les Torres, i quatre anys després la torre va ser abandonada.